# Tumulto (Raíces Latinoamericanas)
Tumulto también conocido por el nombre de su sello, Raíces Latinoamericanas, es el segundo álbum de estudio de la banda chilena de hard rock Tumulto lanzado en 1983 por el sello Raíces latinoamericanas.
La totalidad de las canciones contenidas en este trabajo discográfico fueron incluidas, cuatro años más tarde, en sus álbumes Tumulto I y Tumulto II, con versiones mejor grabadas y editadas.

## Lista de canciones
| N.º | Título                       | Música y letra                      | Duración |  |
| 1.  | «En las sombras»             | Vergara                             | 3:45     |  |
| 2.  | «Sueño»                      | Aranda                              | 3:47     |  |
| 3.  | «Fantasías»                  | Vergara                             | 5:22     |  |
| 4.  | «Noche»                      | Tumulto                             | 4:57     |  |
| 5.  | «Rubia de los ojos celestes» | Tumulto                             | 4:05     |  |
| 6.  | «Me tienes atrapado»         | Aranda                              | 4:05     |  |
| 7.  | «Muñeca de trapo»            | Aranda                              | 3:28     |  |
| 8.  | «El final»                   | Moore (Música) / Vergara (Arreglos) | 4:42     |  |